# Jackson Browne
Clyde Jackson Browne (Heidelberg, Alemania, 9 de octubre de 1948), conocido artísticamente como Jackson Browne, es un cantautor y músico estadounidense.
Entre sus éxitos se destacan las canciones "These Days", "The Pretender", "Running on Empty", "For Everyman", "Lawyers in Love", "I’m Alive", "Somebody's Baby", "Take it Easy" y "Sky Blue and Black".
En 2004 se le nombró miembro del Rock and Roll Hall of Fame en Cleveland, Ohio, y también fue nombrado Doctor Honorario de Música por el Occidental College de Los Ángeles, California.

## Biografía

### Sus primeros años
Browne nació en Heidelberg (Alemania), donde su padre, Clyde Jack Browne, un soldado estadounidense, estaba destinado por razón de su empleo con el periódico Stars and Stripes. La madre de Browne, Beatrice Amanda (nacida Dahl), era oriunda de Minnesota y tenía ascendencia noruega. Browne tiene tres hermanos, Roberta Berbie Browne, nacida en 1946 en Núremberg (Alemania) y Edward Severin Browne, nacido en 1949 en Fráncfort (Alemania). Su hermana más joven, Gracie Browne, nació varios años más tarde[¿cuándo?].
Browne se fue a vivir al barrio de Highland Park en Los Ángeles, California, a la edad de 3 años y, siendo adolescente, comenzó a cantar música folk en locales de la zona como Ash Grove y The Troubador Club. Fue al instituto de Sunny Hills en Fullerton, California, donde se graduó en 1966.

### Compositor para otros
Después de trasladarse al Greenwich Village, Nueva York, Browne se unió a The Nitty Gritty Dirt Band actuando en el Golden Bear (Hungtington Beach, California) donde fueron los teloneros de The Lovin’ Spoonful. Más tarde el grupo grabó algunas canciones de Browne, entre ellas “These Days” “Holding” y “Shadow Dream Song”. Browne también pasó un corto espacio de tiempo en el grupo de su amiga Pamela Polland, Gentle Soul. Antes de cumplir 18 años, empezó a trabajar como reportero para la editorial de Elektra Records, Nina Music, informando sobre acontecimientos musicales en Nueva York con sus amigos Greg Copeland y Adam Saylor. Pasó el resto de 1967 y 1968 en Greenwich Village, Nueva York, apoyando a Tim Buckley y a la cantante alemana Nico, de The Velvet Underground. En 1967 Browne y Nico tuvieron una relación sentimental. Browne contribuyó de un modo significativo en el disco debut de Nico, Chelsea girl, componiendo y tocando la guitarra en varias de las canciones (incluyendo “These Days”). Después de dejar Nueva York, Browne formó un grupo folk con Ned Doheny y Jack Wilce y se asentó en Los Ángeles, California, donde conoció a Glenn Frey.
Las primeras canciones de Browne tales como “Shadow Dream Song” and “These Days” fueron grabadas por The Nitty Gritty Dirt Band, Tom Rush, Nico, Steve Noonan, Gregg Allman, Joan Báez, The Eagles, Linda Ronstadt, The Byrds y otros. Browne no publicó su propia versión de muchas de estas de sus canciones tempranas hasta unos años más tarde. Poco después de hacerlo, Rolling Stone mencionó a Browne como una “nueva cara a tener en cuenta” y alabó sus “alucinantes melodías”

### Periodo clásico

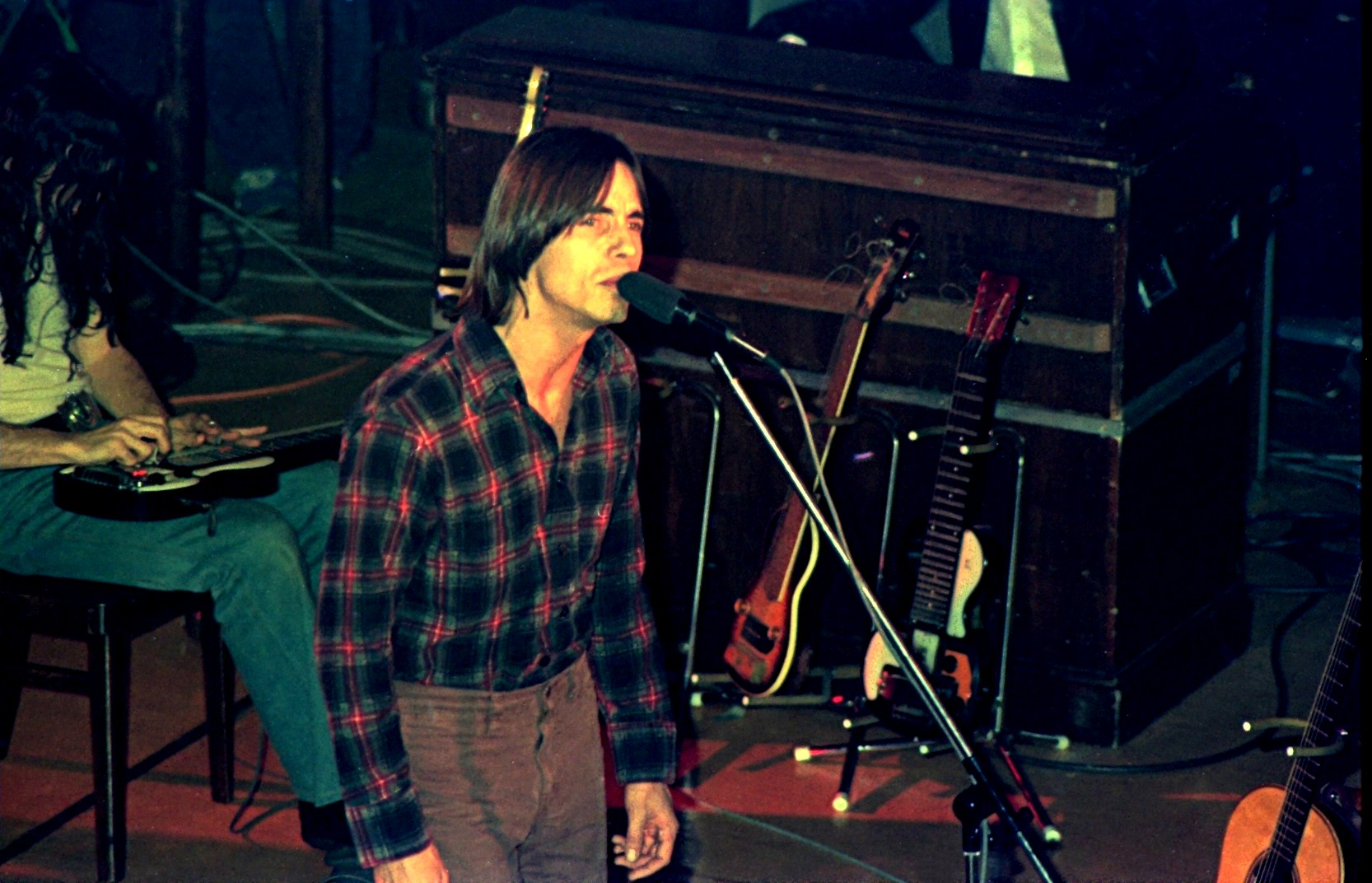
Browne en un concierto en 1976 en Hamburgo, Alemania, al micrófono con David Lindley, a quién se ve en la sombra a la izquierda del escenario tocando la guitarra lap steel.

En 1971 Browne firmó un contrato con su mánager David Geffen, creador de Asylum Records, y grabó Jackson Browne (1972) incluyendo la canción impulsada por el piano “Doctor My Eyes”, que entró en el Top Ten de las listas de éxito de sencillos en Estados Unidos. “Rock me on the water”, del mismo disco, sonó también con frecuencia en la radio mientras que “Jamaica Say You Will” y “Song for Adam” (compuesta a raíz de la muerte de Saylor) ayudaron a consolidar el buen nombre de Browne. En su gira para promocionar el disco, compartió cartel con Linda Ronstadt y Joni Mitchell.
Su siguiente disco, For Everyman (1973) – aunque considerado de alta calidad- tuvo menos éxito. Aun así, vendió un millón de copias. La animada “Take it Easy”, compuesta en colaboración con Glenn Frey de The Eagles, había sido ya un gran éxito para ese grupo y su propia grabación de “These Days” reflejaba un sonido representativo de la angustia de Browne.
Late for the Sky (1974) reafirmó el apoyo de los fanes de Browne y el disco llegó hasta el n.º 14 de las listas Billboard de álbumes llegando a la posición 84 de discos más vendidos en 1974. El trabajo de Browne comenzó a ser valorado por su inolvidable melodía, sus letras profundas y a veces muy personales, además de un talento para componer sus arreglos. La portada del disco estaba inspirada por Magritte. Como canciones más destacadas se incluían la propia "Late for the Sky", la elegíaca “For a Dancer”, “Before the Deluge” y la a menudo versionada “Fountain of Sorrow”. En los arreglos figuraban el violín y la guitarra de David Lindley, el piano de Jay Winding y las armonías de Doug Haywood. La canción que daba título al disco apareció también en la película Taxi Driver de Martin Scorsese. Durante este periodo, Browne comenzó su conflictiva aunque extensa relación profesional con el cantautor Warren Zevon, tutelando como productor los primeros dos discos de estudio de este, dentro de la firma Asylum Records (en cercana colaboración con Waddy Watchel y Jorge Calderón).
El carácter de Browne se hizo aún más evidente en su siguiente disco, The Pretender. Fue editado en 1976, tras el suicidio de su primera esposa, Phyllis Major. El álbum fue producido por Jon Landau y contiene una variada mezcla de estilos, desde el mariachi de "Linda Paloma" al country de "Your Bright Baby Blues" pasando por la melancólica "Sleep's Dark and Silent Gate". "Here Come Those Tears Again" fue escrita junto a Nancy Farnsworth, la madre de la mujer de Browne, tras la prematura muerte de su hija.
Browne comenzó a grabar su siguiente LP mientras se encontraba de gira, y Running on Empty (1977) se convirtió en su mayor éxito comercial. Rompiendo con las convenciones establecidas para discos en directo, Browne combinó actuaciones en directo con grabaciones realizadas en autobuses, habitaciones de hotel y entre bastidores. Running on Empty contiene muchas de sus canciones más conocidas como "Running on Empty", "The Road" (compuesta y grabada en 1972 por Danny O'Keefe),"Rosie", y "The Load Out/Stay" (una despedida homenaje a su público y a sus roadies después del concierto) aunque ninguna había sido grabada anteriormente.

### Activismo y música
En la primavera de 1978 Browne apareció en el lugar de la planta de reprocesamiento nuclear de Barnwell, Carolina del Sur, para ofrecer un concierto gratuito antes de una protesta de desobediencia civil. El no participó en la protesta. Asimismo, actuó en los terrenos donde se estaba construyendo la Central Nuclear de Seabrook en Nuevo Hampshire, donde 1.414 personas resultaron arrestadas durante una ocupación de varios días en abril de 1978. Uno de los dos reactores fue finalmente construido y ha estado operativo durante más de 20 años.
Poco después del accidente nuclear de Three Mile Island, en marzo de 1979, Browne y varios de sus amigos músicos se unieron para fundar la organización antinuclear Musicians United for Safe Energy. Fue arrestado cuando protestaba contra la Planta Nuclear de Diablo Canyon cerca de San Luis Obispo. Su siguiente álbum, Hold Out (1980) fue un éxito comercial- su único número 1 en la lista de álbumes pop de EE. UU. En 1982 sacó el sencillo "Somebody's Baby" de la banda sonora de Fast Times at Ridgemont High, que se convirtió en su mayor éxito, llegando al número 7 en el Billboard Hot 100. Lawyers in Love vino a continuación (1983) indicando un cambio significativo de lo personal a lo político en sus letras. En 1985 cantó a dúo con Clarence Clemons la canción titulada "You're a Friend of Mine".
La protesta política pasó a un primer plano en la música de Browne con su álbum de 1986 Lives in the Balance, una condena explícita del Reaganismo y de la política de EE. UU. en América Central. Aderezada con nuevas texturas instrumentales, fue un éxito enorme entre muchos de sus seguidores aunque no así entre el público más convencional. La canción título del disco Lives in the Balance con sus zampoñas andinas y estrofas como " There's a shadow on the faces/Of the men who fan the flames/Of the wars that are fought in places/
Where we can't even say their names" (Hay una sombra en las caras de los hombres/ que avivan las llamas/ de las guerras que se libran en lugares/de los que ni siquiera sabemos pronunciar sus nombres) fue un clamor en contra de las guerras apoyadas por los Estados Unidos en Nicaragua, El Salvador y Guatemala. La canción fue utilizada en varios momentos por el periodista Bill Moyers en el premiado documental PSB de 1987 The Secret Government:The Constitution in Crisis y fue parte de la banda sonora de Stone's War, un episodio de 1986 de Miami Vice centrado en la implicación estadounidense en América Central.
Durante los años 80, Browne actuó con frecuencia en conciertos benéficos por causas en las que creía tales como Farm Aid, Amnesty International (participando varias veces en la gira de 1986 A Conspiracy of Hope) la revolucionaria Nicaragua post-Somoza y The Christic Institute. El álbum World in Motion , editado en 1989, incluye una versión de "I am a Patriot", una canción de Steve van Zandt que Browne ha tocado en numerosos conciertos.
En 1988, actuó también junto a Roy Orbison en A Black and White Night al igual que Bruce Springsteen, k.d.Lang y muchos otros. A su emisión original en Cinemax le siguieron un álbum en directo y grabaciones en video.

### Años 1990
En 1993, cuatro años después de su disco anterior, Browne volvió con I'm Alive, un álbum aclamado por la crítica, con un estilo más personal, que a pesar de no tener ningún sencillo que alcanzara el éxito, se vendió más que decentemente. Además, la pista número 9, Sky Blue and Black, fue escogida para el episodio piloto de la comedia Friends. En 1994 Browne colaboró con Kathy Mattea contribuyendo con Rock me On the Water en el álbum a beneficio de la lucha contra el SIDA Red Hot+ Country producido por la  Red Hot Organization.
Durante 1995, actuó en The Wizard of Oz in Concert: Dreams Come True, una representación musical de la popular historia en el Lincoln Center a beneficio de Children's Defence Fund. La representación fue originalmente emitida por Turner Network Televisión (TNT) y apareció en CD y video en 1996. Cantó Unloved a dúo con Jan Arden en su disco de 1995 Living Under June. Su propio disco Looking East(1996) fue editado poco después pero no tuvo éxito comercial.

### 2000 - actualidad
Browne dio a conocer su álbum The Naked Ride Home en 2002 con una actuación en Austin City Limits, mezclando sus nuevas grabaciones con conocidas canciones antiguas.
Durante 2003, se interpretó a sí mismo como estrella invitada en el episodio de The Simpsons titulado  Brake My Wife, Please, haciendo una parodia de su canción "Rosie" y cambiando la letra para relacionarla con un argumento que implicase a Homer y Marge.
En 2004 Browne fue admitido en el Rock and Roll Hall of Fame. Bruce Springsteen pronunció el discurso de admisión, comentándole a Browne que aunque The Eagles habían sido admitidos antes, "Tú compusiste las canciones que ellos habrían deseado componer". Browne había compuesto innumerables canciones de éxito que muchos artistas, incluyendo The Eagles y el mismo Springsteen, habían grabado a lo largo de su carrera. El año anterior, tres de los álbumes de Browne, For Everyman, Late for the Sky y The Pretender habían sido seleccionados por la revista Rolling Stone y elegidos entre los 500 mejores discos de todos los tiempos.

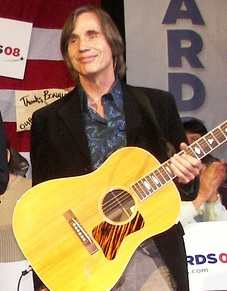
Jackson Browne haciendo campaña para el candidato a la Presidencia John Edwards en una gala para recaudar fondos en 2008

Demócrata liberal, Browne participó en varios mítines del candidato a la presidencia Ralph Nader en el 2000 cantando I Am a Patriot y otras canciones. Participó en la gira Vote for Change en octubre de 2004, actuando en varios conciertos en estados estadounidenses electoralmente indecisos. Estos conciertos fueron organizados por MoveOn.org para movilizar a la gente a favor del voto a John Kerry en la elección presidencial. Browne apareció con Bonnie Raitt y Keb'Mo' y una vez con Bruce Springsteen. A finales de 2006, Browne actuó con Michael Stanley y J.D. Souther recaudando fondos para los candidatos Demócratas en Ohio. En las elecciones presidenciales de 2008, dio su apoyo a John Edwards como candidato a la presidencia por el Partido Demócrata y actuó en algunas de sus apariciones públicas. Una vez que Barack Obama ganó la nominación demócrata, Browne le respaldó. El 1 de diciembre de 2011 Browne actuó brevemente en Zuccotti Park, Lower Manhattan para mostrar su apoyo a la causa de los Occupy Wall Street allí presentes.
Solo Accoustic, Vol 1 fue publicado en 2005 en Inside Recordings. El álbum lo integran grabaciones en directo de 11 canciones publicadas anteriormente más " The Birds of St. Marks", una canción que no había aparecido en ninguno de sus discos de estudio.
Este álbum fue nominado para los Premios Grammy en 2007 en la categoría de Mejor Álbum de Folk Americano Contemporáneo. Un álbum-continuación en directo, Solo Accoustic, Vol 2, apareció el 4 de marzo de 2008.
Browne forma parte del No Nukes Group que está en contra de la expansión de la energía nuclear. Durante 2007, el grupo grabó un vídeo musical de una nueva versión de la canción de Buffalo Springfield, "For What it's Worth".
Browne apareció brevemente en la película de 2007 Walk Hard: The Dewey Cox Story.
Su álbum de estudio Time the Conqueror se publicó el 23 de septiembre de 2008 a través de Inside Recordings. El álbum llegó al n.º 20 en la lista Billboard 200 de álbumes, convirtiéndose así en su primer disco dentro del Top 20 desde Lawyers in Love en 1983. Además, el álbum subió hasta el n.º 2 en las listas del Billboard Independent Album.
En agosto de 2008, Browne demandó a John McCain, al Comité Nacional Republicano y al Partido Republicano de Ohio por usar su éxito de 1977 "Running On Empty" en un anuncio atacando a Barack Obama sin su permiso. En julio de 2009, el asunto quedó zanjado con el acuerdo de una cantidad no revelada de dinero y una disculpa por parte de la campaña electoral de MacCain.
Ese mismo mes, apareció en los ALMA Awards en una entrevista grabada homenajeando a la receptora del Traiblazer Award, su amiga desde hace años Linda Ronstadt
El 31 de mayo de 2008, Browne participó en la actuación benéfica Artists for the Arts Foundation en el Barnum Hall, Santa Mónica High School, Santa Mónica, California. Actuando en directo junto con Heart, Venice ("Crazy On You") y más de 70 miembros de la Santa Mónica High School (SaMoHi) Orchestra y del Girls Choir ("Bohemian Rhapsody"), la recaudación ayudó a financiar la continuación de la educación musical en los institutos públicos. El acontecimiento fue filmado y grabado por Touring Video. Browne actuó allí de nuevo con Heart y otros músicos invitados en 2009.
En enero de 2011 Browne ganó la décima edición de los anuales Independent Music Awards en la categoría de Mejor Álbum de una Actuación en Directo por Love is Strange: En Vivo con Tino. El álbum documenta una gira por España en marzo de 2006 en la que participaron Browne y David Lindley con el percusionista español Tino de Geraldo. Algunas canciones son presentadas por Browne en castellano.
Browne contribuyó con una versión de la canción de Buddy Holly "True Love Ways" en el álbum homenaje Listen to Me, Buddy Holly.

## Vida personal

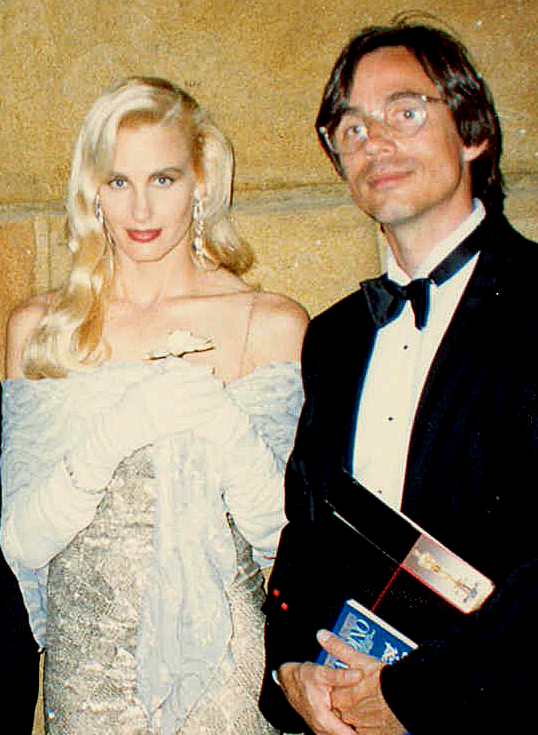
Browne y Hannah, 1988

Browne ha estado casado dos veces y tiene dos hijos. Su primera mujer fue la actriz-modelo Phyllis Major (1946-1976). Comenzaron su relación en 1971 y se casaron a finales de 1975, lo que quedó conmemorado en la canción "Ready or Not". Su hijo Ethan Zane Browne nació en 1973 en el Cedars-Sinai Medical Center y se crio en Los Ángeles, California. Jackson y su hijo de seis meses aparecieron juntos en la portada de la revista Rolling Stone en mayo de 1974. Browne quedó desolado cuando Majors se suicidó ingiriendo una sobredosis de somníferos solo unos meses después de su matrimonio en marzo de 1976, a la edad de 30 años.
Browne se casó en enero de 1981 con la modelo australiana Lynne Sweeney con la que tuvo un segundo hijo, Ryan Browne, nacido el 28 de enero de 1982, que ha sido el bajista y cantante del grupo Sonny and The Sunsets desde 2007. Browne y Sweeney se divorciaron en 1983 cuando él empezó a salir con la actriz Daryl Hannah. La relación con Hannah terminó en 1992. Desde mediados de los 90, Browne ha estado con la artista y activista medioambiental Dianna Cohen, una de las cofundadoras de la Plastic Pollution Coalition.
Ethan Browne ha trabajado como modelo y ha interpretado pequeños papeles en dos películas: Raising Helen y Hackers

## Filantropía y activismo

### Activismo medioambiental
Browne fue uno de los líderes del movimiento antinuclear y en 1979 fundó Musicians United for Safe Energy junto con Bonnie Raitt y John Hall. Es también miembro activo de la Abalone Alliance y The Alliance for Survival. Según el activista medioambiental Ed Begley, Jr: " Browne tiene una gran turbina de viento y su rancho está completamente al margen de la red eléctrica ", dijo Begley. "Lo ha hecho todo él mismo".
Browne hace campaña en contra del uso innecesario de agua en botellas de plástico y toma medidas para reducir su utilización durante sus giras. Es parte del movimiento "Plastic Free Backstage".
En abril de 2008 la Surf Industry Manufacturers Association (SIMA) honró a Browne con el título de "Defensor del Medioambiente del Año".
En 2010 Browne recibió el Duke LEAF Award for Lifetime Enviromental Achievement in the Fine Arts por su activismo medioambiental y sus esfuerzos para hacer sus giras más "verdes".
Save Our Shores (SOS), un grupo californiano en defensa del océano, concedió a Browne el Ocean Hero Award el 23 de febrero de 2011. SOS y el alcalde de Santa Cruz, California, Ryan Coonerty, nombraron esa fecha "El Día de Jackson Browne" en la ciudad de Santa Cruz para honrar así el activismo social, medioambiental y anti-plástico de Browne.
Browne también asistió a la conferencia TEDx Great Pacific Garbage Patch interpretando una nueva canción, "If I Could Be Anywhere", en la que se lamenta de la destrucción de la tierra por parte del hombre y da esperanzas al activismo.

### Labor benéfica
En abril de 2012 Browne actuó a favor de Artists for the Arts (AFTA) junto a Glen Phillips de Toad the Wet Sprocket y el grupo Venice. El objetivo era obtener fondos para financiar las Artes y la Música en los institutos públicos y en este evento se recaudaron más de 100.000 dólares. Esta fue la quinta aparición de Browne en los nueve shows anuales que habían tenido lugar. El grupo Venice fue la actuación principal e interpretó la música de apoyo para los artistas invitados junto a la orquesta y coro estudiantiles de los distritos escolares de Santa Mónica High y Malibu High. El concierto se celebró en Barnum Hall y se vendieron todas las entradas.
En 2008 Browne participó en el álbum Songs for Tibet, una iniciativa para apoyar a Tenzin Gyatso y para dar a conocer la situación de los derechos humanos en el Tíbet. El álbum fue editado el 5 de agosto a través de iTunes y llegó a las tiendas de discos de todo el mundo el 19 de ese mismo mes.
Browne cantó una versión de "Oh My Love" de John Lennon a favor de la campaña de Amnistía Internacional para aliviar la crisis humanitaria en Darfur. La canción aparece en el álbum Instant Karma: The Amnesty International Campaign to Save Darfur, que fue publicado el 12 de junio de 2007 y en él participan otros muchos importantes artistas como R.E.M, U2, Green Day, Avril Lavigne y The Black Eyed Peas interpretando otras canciones de John Lennon.
Browne interpretó en directo y grabó la canción mezcla de The Beatles "Golden Slumbers/ Carry That Weight" en 1991 con Jennifer Warnes para el álbum benéfico  For Our Children en favor de la Pediatrics AIDS Foundation. Browne y Warnes repitieron su actuación en directo en el concierto benéfico en Tucson, Arizona.
En 1995 Browne interpretó y cantó el papel de Scarecrow en The Wizard of Oz in Concert: Dreams Come True, una actuación musical benéfica junto a Roger Daltrey, Natalie Cole, Tim Allen y otras estrellas. Este reparto lleno de famosos interpretó una obra de teatro leído y canciones al estilo de las de la película de MGM "El Mago de Oz" en el Lincoln Center y a beneficio del Children's Defense Fund. En 1996 Rhino Records publicó grabaciones en VHS y CD del concierto.
Browne hizo una versión de la canción de Lowen&Navarro "Weight of the World" en Keep The Light Alive: Celebrating The Music Of Lowen&Navarro. Los ingresos obtenidos por el álbum fueron para The Eric Lowen Trust, ALS Association Greater Los Angeles y Augie´s Quest.
Browne también celebró un concierto a beneficio de la fundación Rory David Deutsch que se dedica a recaudar fondos para la investigación y tratamiento del tumor cerebral.
En octubre de 2010 Browne actuó los dos días del 24º Concierto Anual Bridge School Benefit, un evento anual benéfico creado por Neil Young. La Bridge School ayuda a niños
con severas discapacidades físicas y complejas necesidades de comunicación. Browne también participó en la Conferencia NAAM de 2010 en Anaheim, California, con Yoko Ono y Quincy Jones en apoyo del Educational Tour Bus de John Lennon.
El 10 de marzo de 2011 Browne junto a David Crosby, Graham Nash, Alice Cooper y otros actuó en Tucson, Arizona, en un concierto a beneficio de The Fund for Civility, Respect and Understanding, una fundación que sensibiliza sobre el tema además de proporcionar prevención médica y tratamiento a personas con problemas mentales. El concierto también fue en favor de las víctimas del tiroteo en Tucson el 8 de enero de 2011.
El 23 de julio de 2013 Browne actuó con The Kings of Leon y Flaming Lips en Oklahoma City para Rock for Oklahoma, un concierto en favor de las víctimas del tornado en esa ciudad.
Browne no ha cesado de aportar canciones en exclusiva para diversos discos benéficos, tales como Safety Harbor Kids Holiday Collection(en el que cantó la canción de Johnny Marks "Silver and Gold" con Inara George, la hija de su amigo de muchos años Lowell George). Browne contribuyó con una versión en directo de "Drums of War" para The People Speak Soundtrack. Otros discos benéficos en los que ha participado son: Acordes con Leonard Cohen ("A Thousand Kisses Deep"), From Wharf Rats To Lord Of The Docks Soundtrack ("Step by Step"), Shrink (la banda sonora de la película de Kevin Spacey con la canción "Here") Keep the Light Alive: Celebrating the Music of Eric Lowen and Dan Navarro ("Weight of the World") 1% For The Planet:The Music, Vol.1 (una versión en directo de "About My Imagination")

## Premios
El 14 de marzo de 2004 Browne fue presentado en el Rock and Roll Hall of Fame por Bruce Springsteen, y el 7 de junio de 2007 pasó a ser miembro del Songwriters Hall of Fame. En 2004 el Occidental College en Los Ángeles le concedió el título de Doctor Honorario de Música "por una extraordinaria carrera musical que ha combinado con éxito un arte intensamente personal con una visión más amplia de justicia social". Por "promover la paz y la justicia a través de su música y por su apoyo constante a aquello que promueve soluciones no violentas a los problemas tanto de índole nacional como internacional". Browne recibió el Courage of Conscience Award concedido por The Peace Abbey en Sherburn, Massachusetts.En 2007 recibió el Chapin-World Hunger Year Harry Chapin Humanitarian Award.
En 2008 Browne recibió el NARM Harry Chapin Humanitarian Award.
En 2002 Browne recibió el John Steinbeck Award, que se concede a artistas que son un ejemplo de los valores medioambientales y sociales en los que Steinbeck creía.

## Discografía
Artículo principal:Discografía de Jackson Browne
- Saturate Before Using (1972) (Asylum)
- For Everyman (1973) (Asylum)
- Late for the Sky (1974) (Asylum)
- The Pretender (1976) (Asylum)
- Running On Empty (1977) (Asylum)
- Hold Out (1980) (Asylum)
- Lawyers In Love (1983) (Asylum)
- Lives In The Balance (1986) (Asylum)
- World In Motion (1989) (Elektra)
- I'm Alive (1993) (Elektra)
- Looking East (1996) (Wea)
- The Next Voice You Hear, The Best Of Jackson Browne (1997) (Wea) (Recopilatorio con un tema inédito)
- Naked Ride Home (2002) (Wea)
- Time the Conqueror (2008) (Inside Recordings)
- Standing In The Breach (2014)
- Downhill From Everywhere (2021)